# Julius Albert Krug
Julius Albert Krug (ur. 23 listopada 1907, zm. 26 marca 1970) – amerykański polityk.
W latach 1946–1949 Sekretarz Departamentu Zasobów Wewnętrznych Stanów Zjednoczonych w gabinecie prezydenta Harry’ego Trumana.